# Chiromyza longicornis
Chiromyza longicornis är en tvåvingeart som beskrevs av Hardy 1924. Chiromyza longicornis ingår i släktet Chiromyza och familjen vapenflugor. Inga underarter finns listade i Catalogue of Life.